# Verbo-sujeito-objeto
Verbo-sujeito-objeto é um termo utilizado em tipologia linguística. Representa um tipo de línguas quando estas são classificadas segundo a sequência destes constituintes em expressões neutras, por exemplo: Comeu João as maçãs.
Exemplos de línguas VSO são a língua árabe padrão, o ramo das línguas celtas insulares da família das línguas celtas, a língua maia clássica e a língua egípcia entre outras.